# Tom Osborne
Thomas William Osborne, detto Tom (Hastings, 23 febbraio 1937), è un ex giocatore di football americano, allenatore di football americano e politico statunitense, membro della Camera dei Rappresentanti per lo stato del Nebraska dal 2001 al 2007.

## Biografia
Nato ad Hastings, al college Osborne cominciò a praticare il football americano e nel 1959 disputò una stagione in NFL con i San Francisco 49ers, per poi passare ai Washington Redskins nei successivi due anni. Conseguì un Master of Arts e un dottorato in psicologia dell'educazione presso l'Università del Nebraska-Lincoln.
Nel 1964 divenne assistente di Bob Devaney, coach dei Nebraska Cornhuskers, che lo volle come offensive coordinator della squadra. Al termine della stagione del 1972, Devaney lasciò l'incarico di allenatore e scelse il trentacinquenne Osborne per succedergli: da quel momento Osborne allenò la squadra per venticinque stagioni. Le numerose vittorie e i successi raggiunti da Osborne lo portarono nel 1999 ad essere incluso nella College Football Hall of Fame.
Entrato in politica con il Partito Repubblicano, nel 2000, quando il deputato Bill Barrett annunciò il suo pensionamento, Osborne si candidò per il suo seggio alla Camera dei Rappresentanti e riuscì ad essere eletto. Negli anni successivi venne riconfermato dagli elettori per altri due mandati, finché nel 2006 decise di non chiedere la rielezione e lasciò il Congresso per candidarsi alla carica di governatore del Nebraska. Considerato favorito, Osborne venne tuttavia sconfitto nelle primarie repubblicane dal governatore in carica Dave Heineman.